# Adore You (chanson de Harry Styles)
Pour les articles homonymes, voir Adore You.
Singles de Harry Styles
Lights Up
(2019) Falling
(2020)
Clip vidéo
[vidéo] « Adore You », sur YouTube
Adore You est une chanson du chanteur anglais Harry Styles. La chanson est sortie le 6 décembre 2019 en tant que deuxième single de son deuxième album studio Fine Line.
Elle a atteint le top 20 des classements dans plusieurs pays dont les États-Unis et le Canada ainsi que le top 10 en Australie, en Belgique (Wallonie), en Nouvelle-Zélande et au Royaume-Uni.

## Composition
Adore You est une chanson soul et pop rock dans la tonalité de La majeur avec 99 bpm.

## Clip
Le clip sort le 6 décembre en même temps que le titre et est réalisé par Dave Meyers. La vidéo, d'une durée d'un peu moins de huit minutes, montre Styles, un garçon du village de pêcheurs d'Eroda, qui est un exclu parce qu'il est le seul à sourire sur l'île. Dans la vidéo, Styles trouve un poisson échoué sur le rivage et s'en occupe pendant sa croissance, au grand dam de ses concitoyens d'Eroda. À la fin de la vidéo, le poisson sort de son réservoir et les habitants aident Styles à le remettre à l'eau.Les scènes principales de la vidéo mettant en scène Harry Styles sont filmées dans le village de pêcheurs écossais St Abbs. D'autres scènes sont filmées à Cockenzie et à Port Seton. Les deux premières minutes de la vidéo contiennent une narration de la chanteuse espagnole Rosalía.

## Performance live
Styles chante le titre lors des émissions The Late Late Show with James Corden et The Graham Norton show,.

## Classements et certifications

### Classements hebdomadaires
| Classement (2019-20)                    | Meilleure position |
| --------------------------------------- | ------------------ |
| Allemagne (GfK Entertainment)           | 82                 |
| Argentine (Hot 100)                     | 56                 |
| Australie (ARIA)                        | 7                  |
| Autriche (Ö3 Austria Top 40)            | 56                 |
| Belgique (Flandre Ultratop 50 Singles)  | 12                 |
| Belgique (Flandre Ultratop 50 Airplay)  | 11                 |
| Belgique (Wallonie Ultratop 50 Singles) | 8                  |
| Belgique (Wallonie Ultratop 50 Airplay) | 5                  |
| Bolivie (Monitor Latino)                | 11                 |
| Brésil (Top 100 Brasil)                 | 66                 |
| Canada (Hot 100)                        | 10                 |
| Canada (CHR/Top 40)                     | 5                  |
| Canada (Hot AC)                         | 2                  |
| Croatie (HRT)                           | 8                  |
| Danemark (Tracklisten)                  | 28                 |
| Écosse (OCC)                            | 4                  |
| Espagne (PROMUSICAE)                    | 83                 |
| Estonie (Eesti Tipp-40)                 | 15                 |
| États-Unis (Hot 100)                    | 6                  |
| États-Unis (Adult Contemporary)         | 8                  |
| États-Unis (Adult Pop Songs)            | 2                  |
| États-Unis (Dance/Mix Show Airplay)     | 7                  |
| États-Unis (Pop Airplay)                | 1                  |
| États-Unis (Rolling Stone Top 100)      | 13                 |
| Finlande (Suomen virallinen lista)      | 19                 |
| France (SNEP)                           | 126                |
| France (SNEP Radio)                     | 26                 |
| Grèce (IFPI)                            | 15                 |
| Hongrie (Rádiós Top 40)                 | 12                 |
| Irlande (Irish Singles Chart)           | 4                  |
| Italie (FIMI)                           | 78                 |
| Lettonie (LAIPA)                        | 12                 |
| Norvège (VG-lista)                      | 32                 |
| Nouvelle-Zélande (RMNZ)                 | 6                  |
| Pays-Bas (Nederlandse Top 40)           | 11                 |
| Pays-Bas (Single Top 100)               | 24                 |
| Pologne (ZPAV)                          | 11                 |
| Portugal (AFP)                          | 13                 |
| Roumanie (Airplay 100)                  | 60                 |
| Royaume-Uni (UK Singles Chart)          | 7                  |
| Singapour (RIAS)                        | 14                 |
| Slovaquie (IFPI Rádio)                  | 40                 |
| Slovénie (SloTop50)                     | 5                  |
| Suède (Sverigetopplistan)               | 40                 |
| Suisse (Schweizer Hitparade)            | 35                 |
| Tchéquie (IFPI Rádio)                   | 32                 |

### Certifications
| Région | Certification | Ventes/Streams |
| --- | ------------- | -------------- |
| Australie (ARIA) | Platine       | 70 000^        |
| États-Unis (RIAA) | Or            | 500 000^       |
| Mexique (AMPFV) | Or            | 30 000^        |
| Nouvelle-Zélande (RMNZ) | Or            | 7 500*         |
| Royaume-Uni (BPI) | Or            | 0‡             |
| *Ventes selon la certification ^Mise en rayon selon la certification xNon précisé par la certification ‡ventes/streaming selon la certification |               |                |